# トゥルダ
北緯46度34分15秒 東経23度46分45秒 / 北緯46.57083度 東経23.77917度
トゥルダ（ルーマニア語: Turda）は、ルーマニアのクルージュ県にある都市、基礎自治体。アリエシュ川が流れる。ドイツ名トーレンブルク (Thorenburg) 、ハンガリー名トルダ (Torda) 。古くはポタイッサ (Potaissa) といった。

## 歴史

### 古代

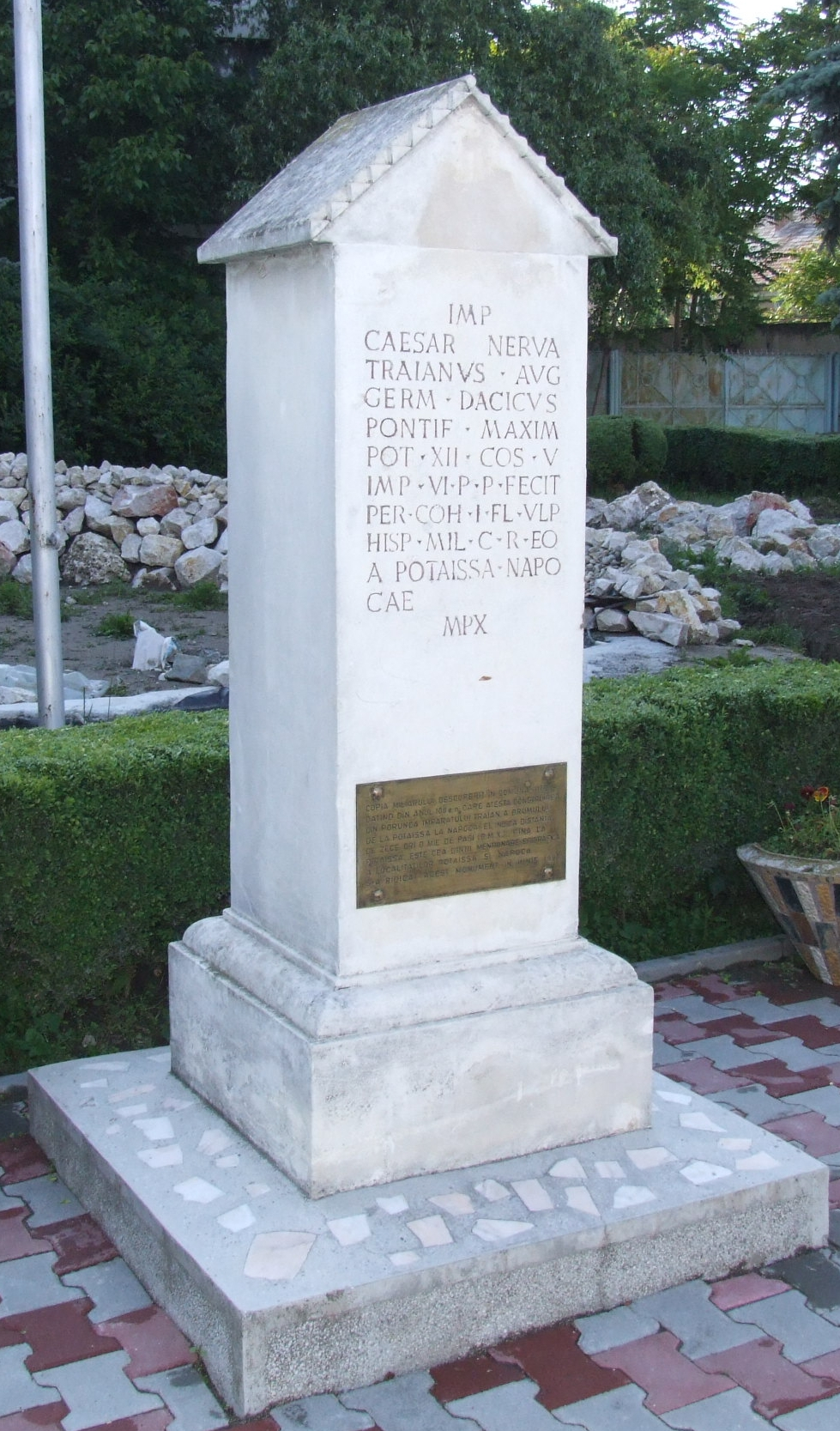
ポタイッサに関連する最古の碑「アイトンのミリアリウム」。これは1993年6月に郵便局前に置かれた複製品である

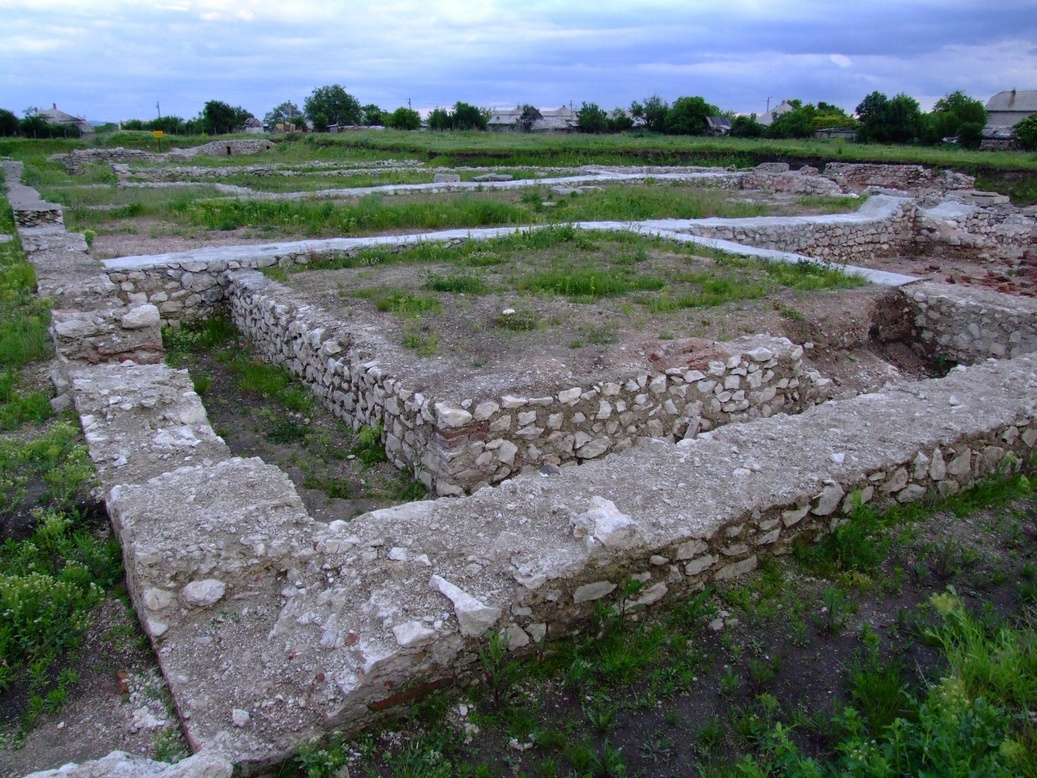
カストラのローマ風呂

このまちはダキア人によって、Patavissa または Potaissa （もっともよくみられる表記）の名で建設された。トラヤヌス治下の101年から106年に、デケバルス王のダキアもろともローマ人に征服された。
ポタイッサの名は、1758年に郊外のアイトンで発掘されたマイルストーンからもみえる。これはダキア征服直後の108年のもので、ポタイッサからナポカに至る街道がトラヤヌスの命で建設されたことを示している。ポタイッサおよびナポカの存在が確認できる、ダキア属州最古の碑である。
同名のカストルムも建設され、ムニキピウム、さらにコロニアに発展した。166年から274年まで、第5軍団マケドニカのベースキャンプが置かれた。
ポタイッサの塩鉱は、先史時代から採掘が行われてきた。

### 中世
ハンガリーの征服後、1075年に初めてトゥルダ岩塩坑（サリーナ・トゥルダ）の記録がみえる。これは1932年に閉山したが、近年観光用に再び公開された。
11世紀にサクソン人がこの地方に入植した。1241年から翌年にはタタール人が来寇し、市街は壊滅した。アンドラーシュ3世はこの村落に特権を授け、後のラヨシュ1世がこれを裁可した。
1467年、マーチャーシュ1世がこの地でハンガリー議会を開いた。16世紀になると、トランシルヴァニア議会がしばしば開かれるようになり、1558年にはカトリック教会とルーテル派の信仰の自由が宣言された。議会は1563年にカルヴァン派も認め、1568年には「いかなる場合も、彼の宗教に対して監禁・束縛の脅迫を与えることは許されない」として対象をすべての宗教に拡大した。中世ヨーロッパでこのような自由が認められることは異例であった。この「トゥルダ勅令」は、全面的な信教の自由を保障したキリスト教ヨーロッパで初めてのケースであった（しかし、その法的効力には限界があった）。
1609年にはトランシルヴァニア公バートリ・ガーボルが新しく特権を与え、後のベトレン・ガーボルがこれを裁可した。1659年のトゥルダの戦いでは、オスマン帝国のアフメド・パシャがラーコーツィ・ジェルジ2世を打ち破った。

### 近代
1944年、この地でナチス・ドイツ＝ハンガリー王国軍とソビエト連邦＝ルーマニア王国軍が戦火を交えた（トゥルダの戦い）。これは、第二次世界大戦中のトランシルヴァニアにおける最大の戦闘であった。

## 人口統計
2002年の国勢調査に基づく市の総人口は5万5887人である。このうちルーマニア人が84.88%、ハンガリー人が10.05%、ロマが4.83%を占め、その他は0.4%である。

## 名所
- トゥルダ岩塩坑（サリーナ・トゥルダ、Salina Turda）[5]
- トゥルダ峡谷（ケイレ・トゥルジー）
- 塩湖群と温泉

## ゆかりの人物
- バールフ・キマーリング - イスラエルの社会学者。1939年で当地で生まれる
- カミール・ムレシャヌ - 歴史家
- エミリアン・ドルハ - サッカー選手
- エティエンヌ・ハジュ - フランスの彫刻家。1907年に当地で生まれる
- ダーヴィド・フェレンツ - 神学者
- イオン・ラツィウ - 政治家
- バートリ・ジグモンド - トランシルヴァニア公

## 姉妹都市
- アングレーム（フランス）
- ホードメゼーヴァーシャールヘイ（ハンガリー）
- サンタ・スザンナ（スペイン）
- トルダ（セルビア）

## ギャラリー

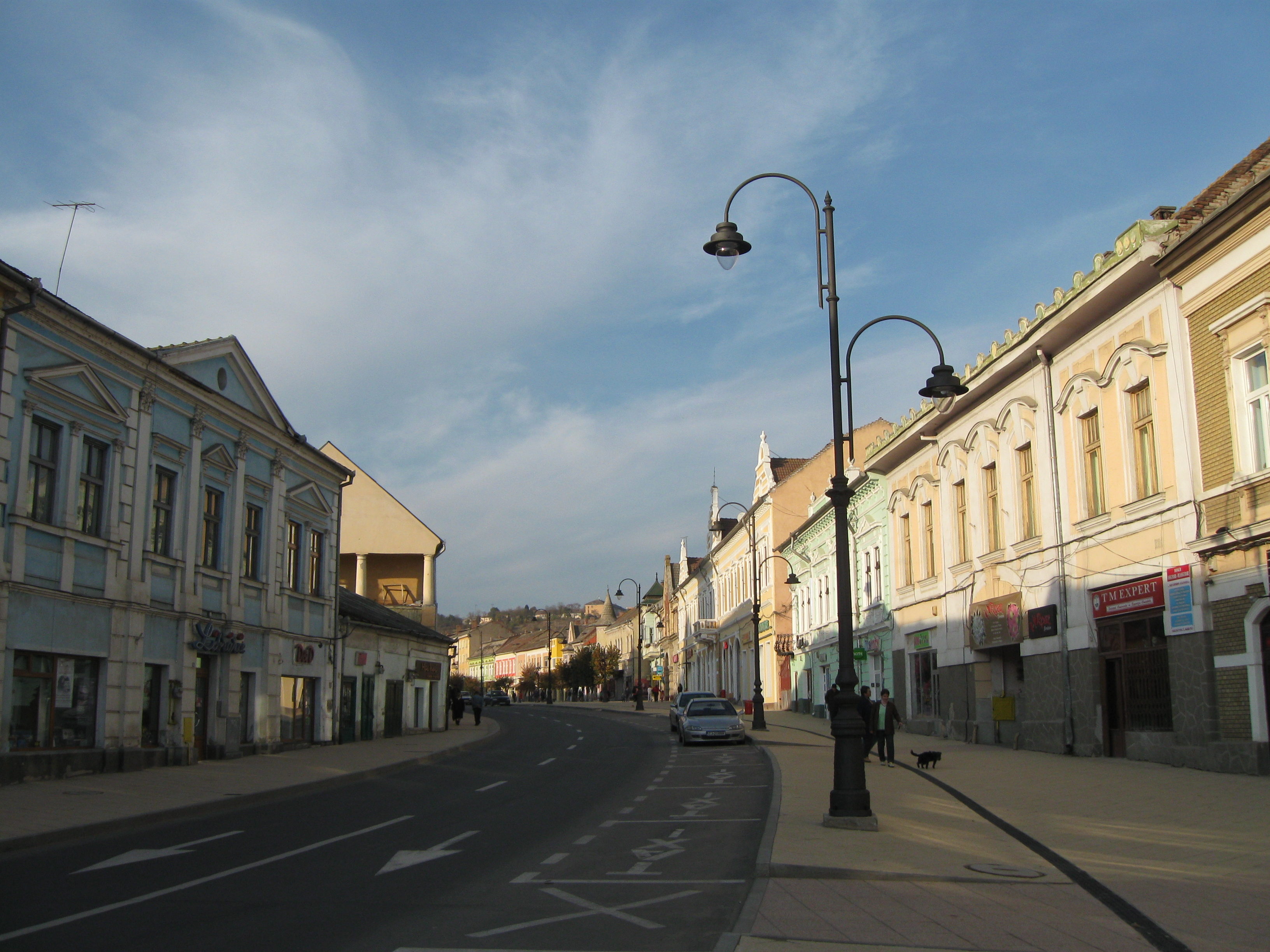
商業地区
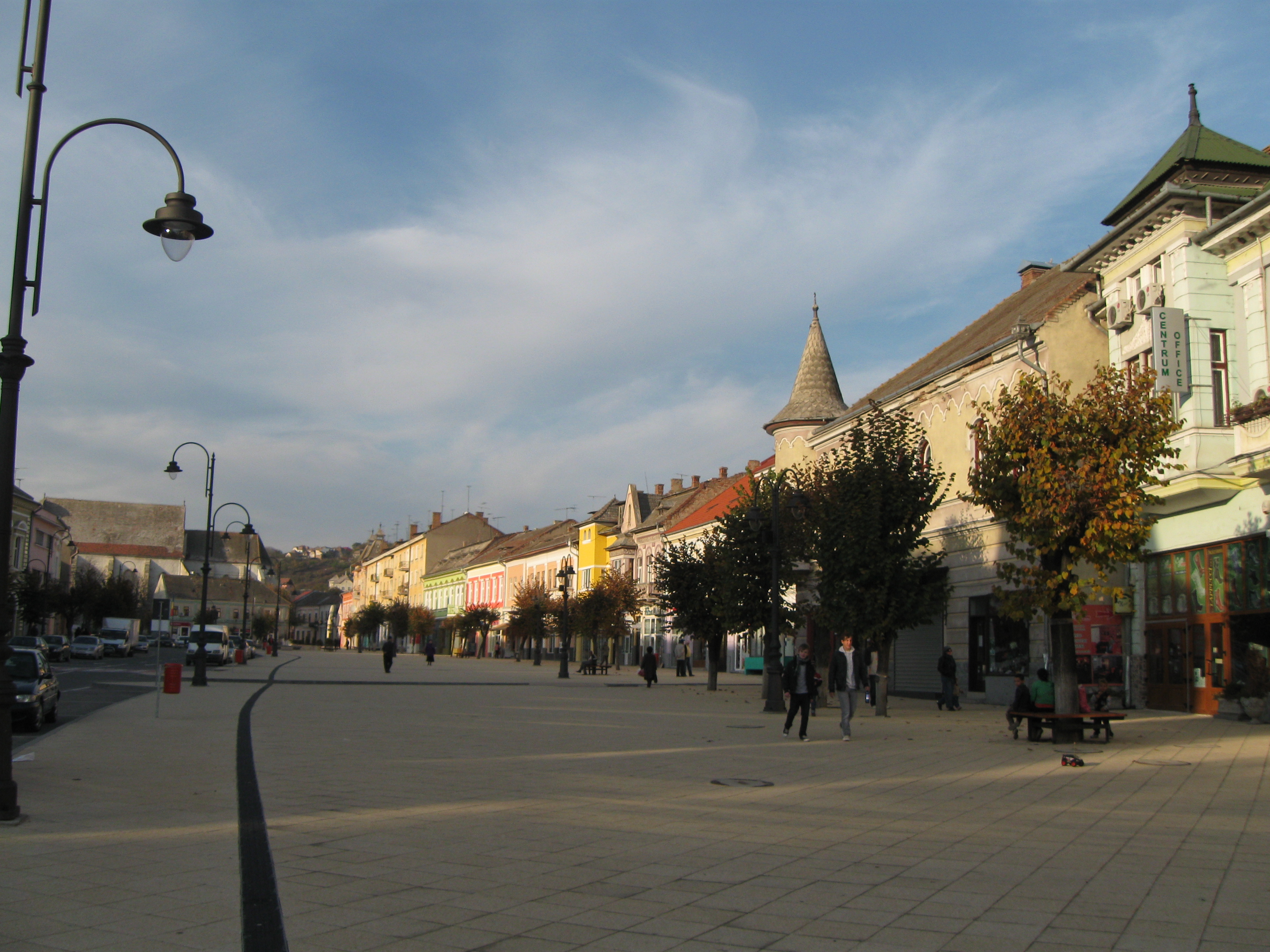
商業地区
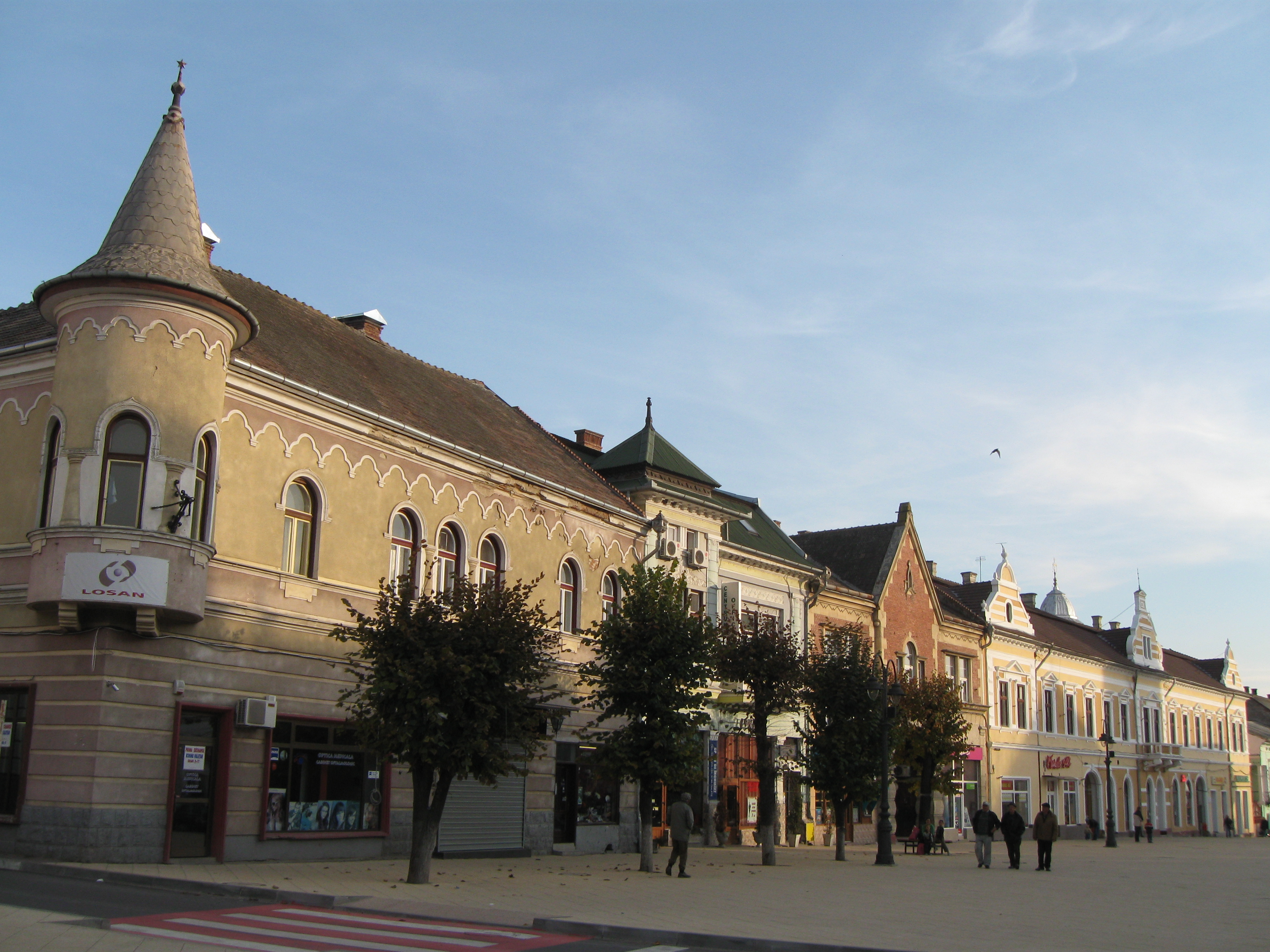
商業地区
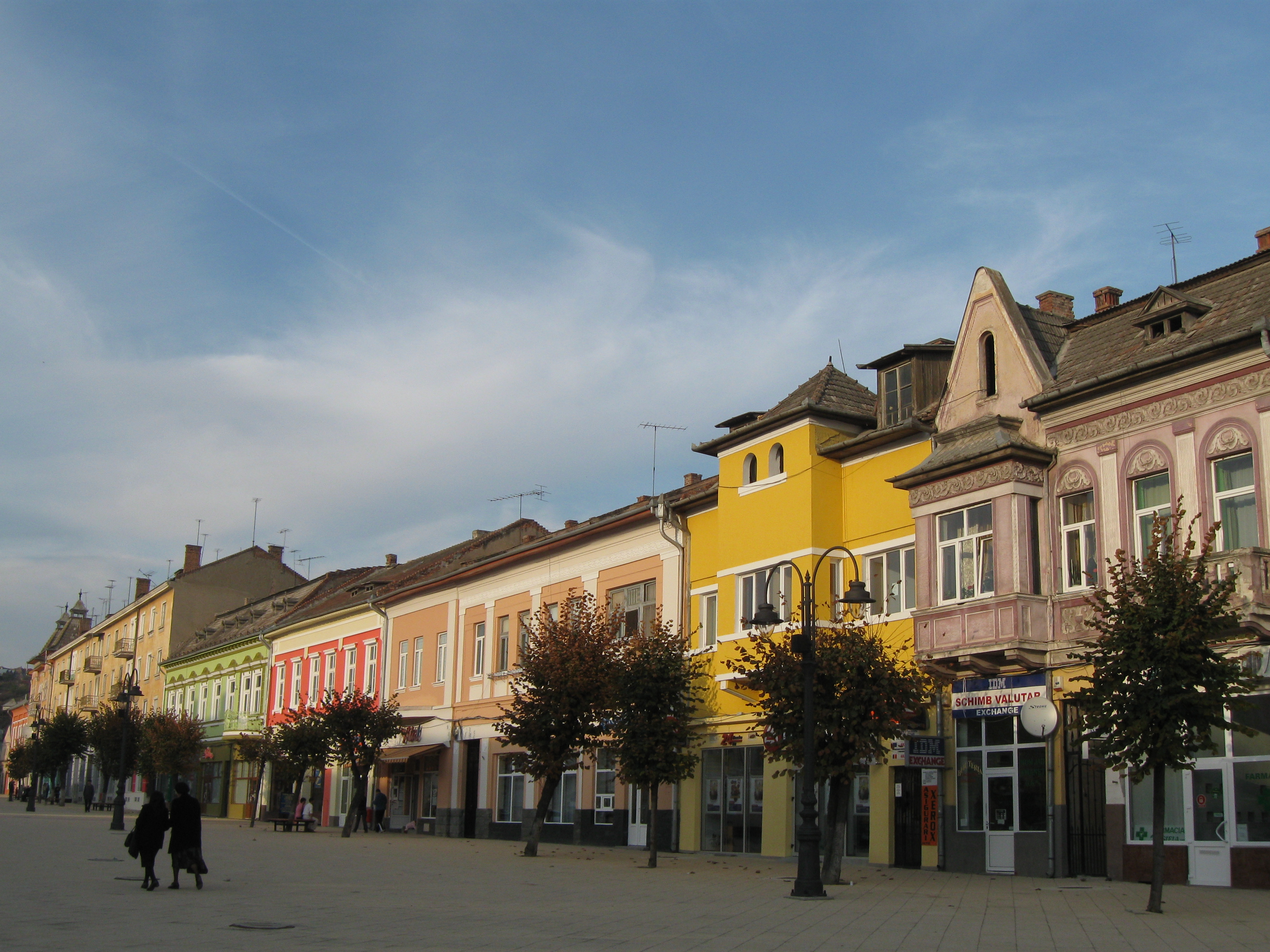
商業地区
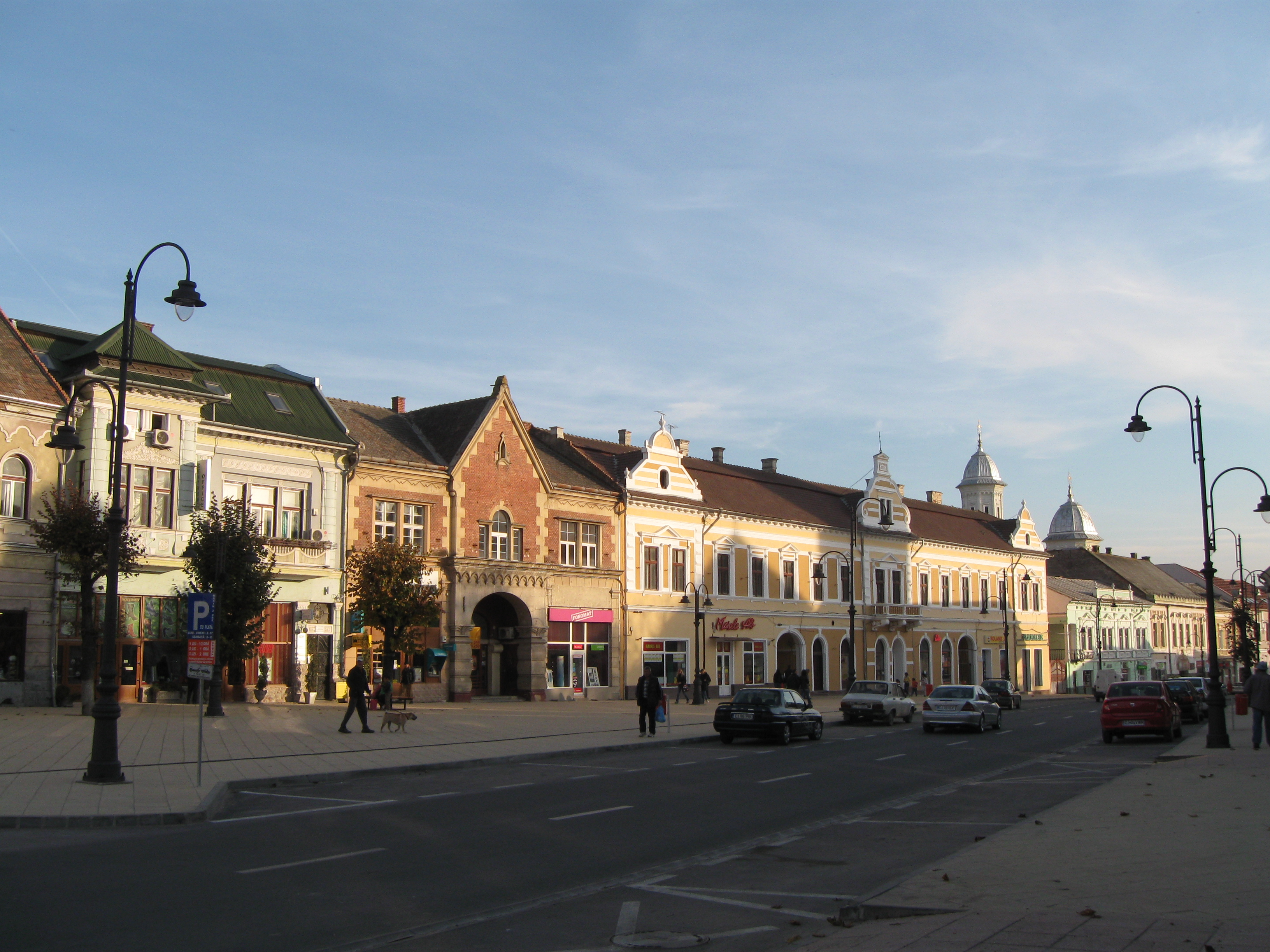
商業地区
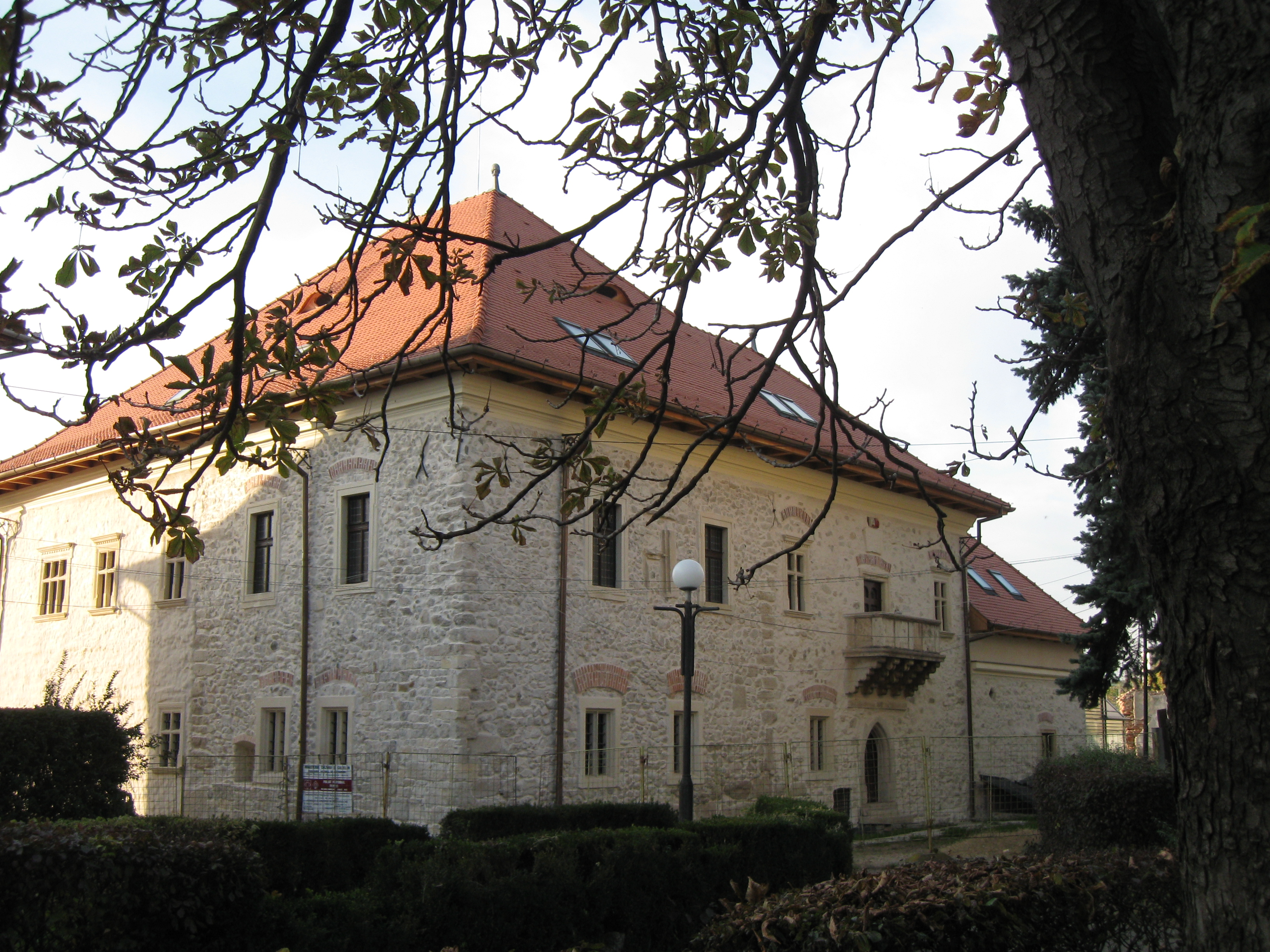
トランシルヴァニア公の宮殿─現在は歴史博物館に改装されている
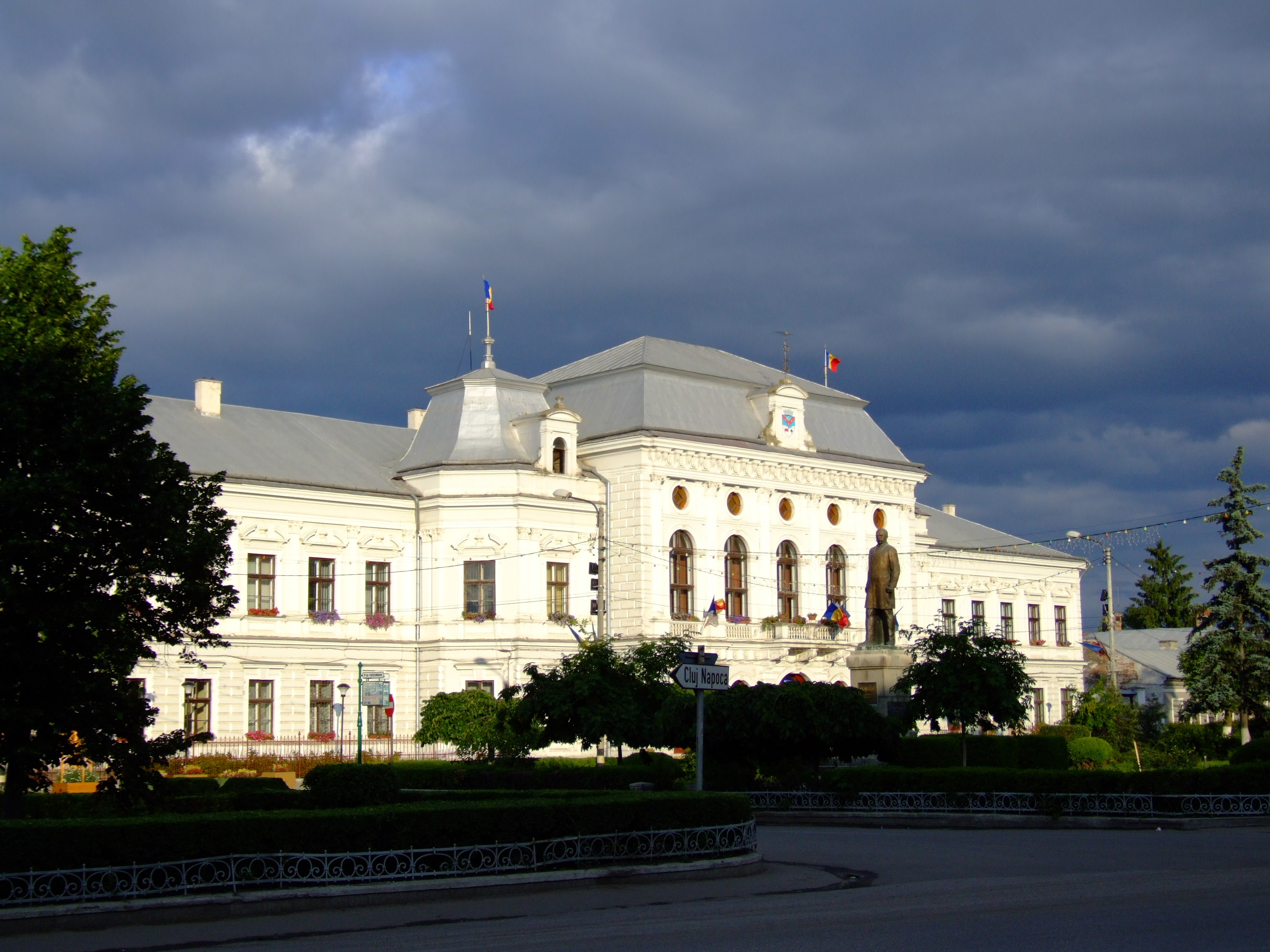
町役場
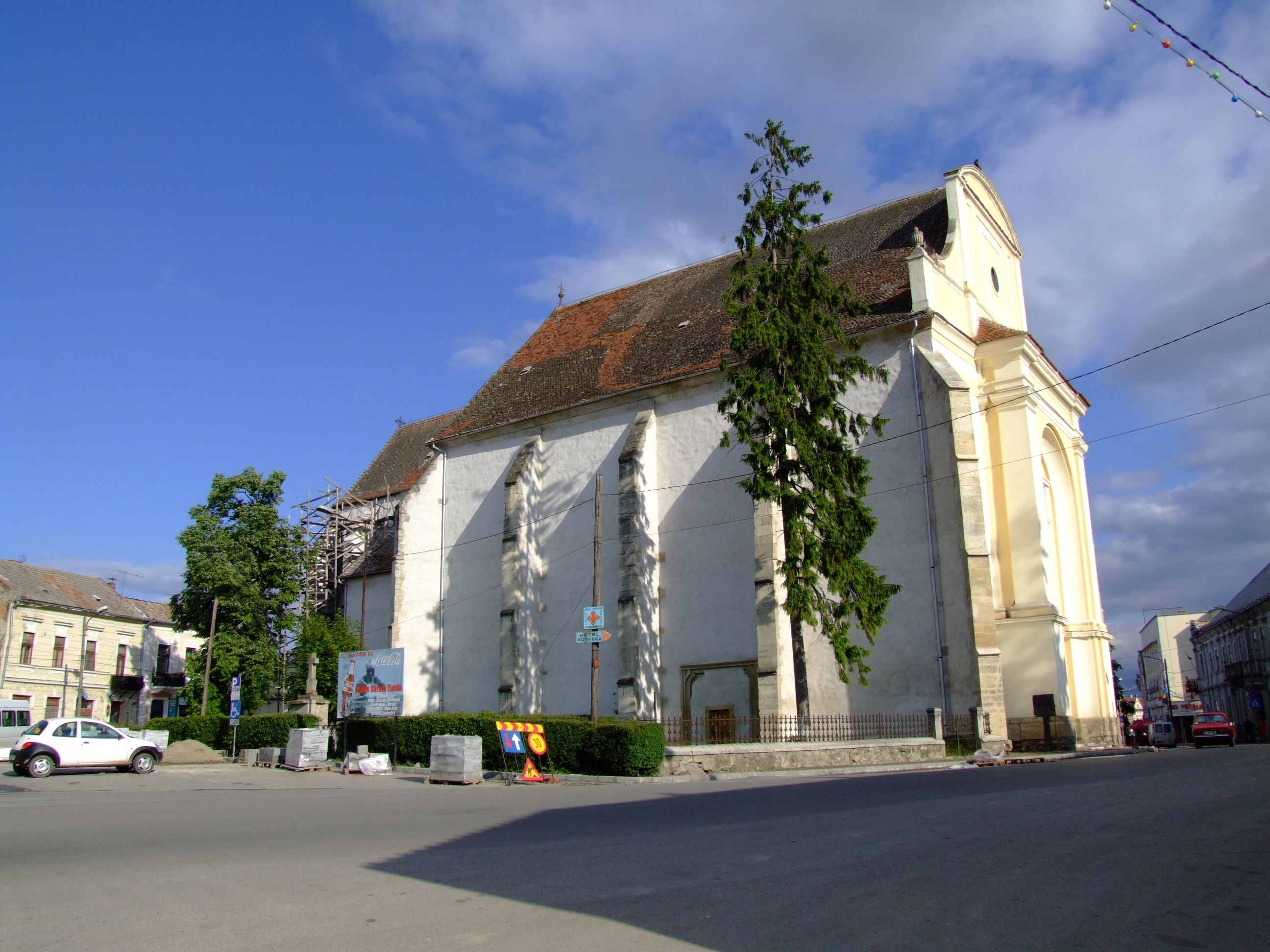
カトリック教会
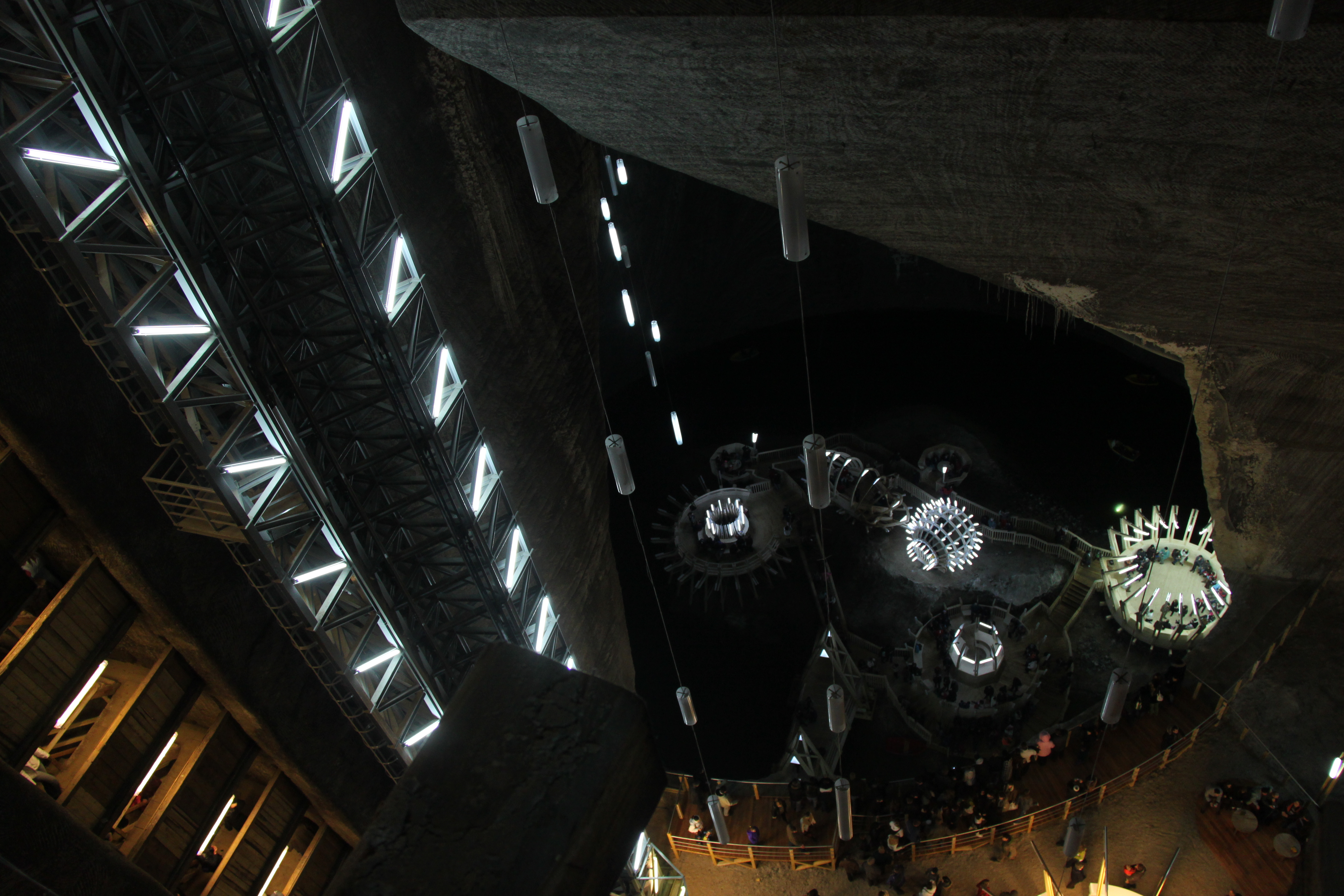
トゥルダ岩塩坑
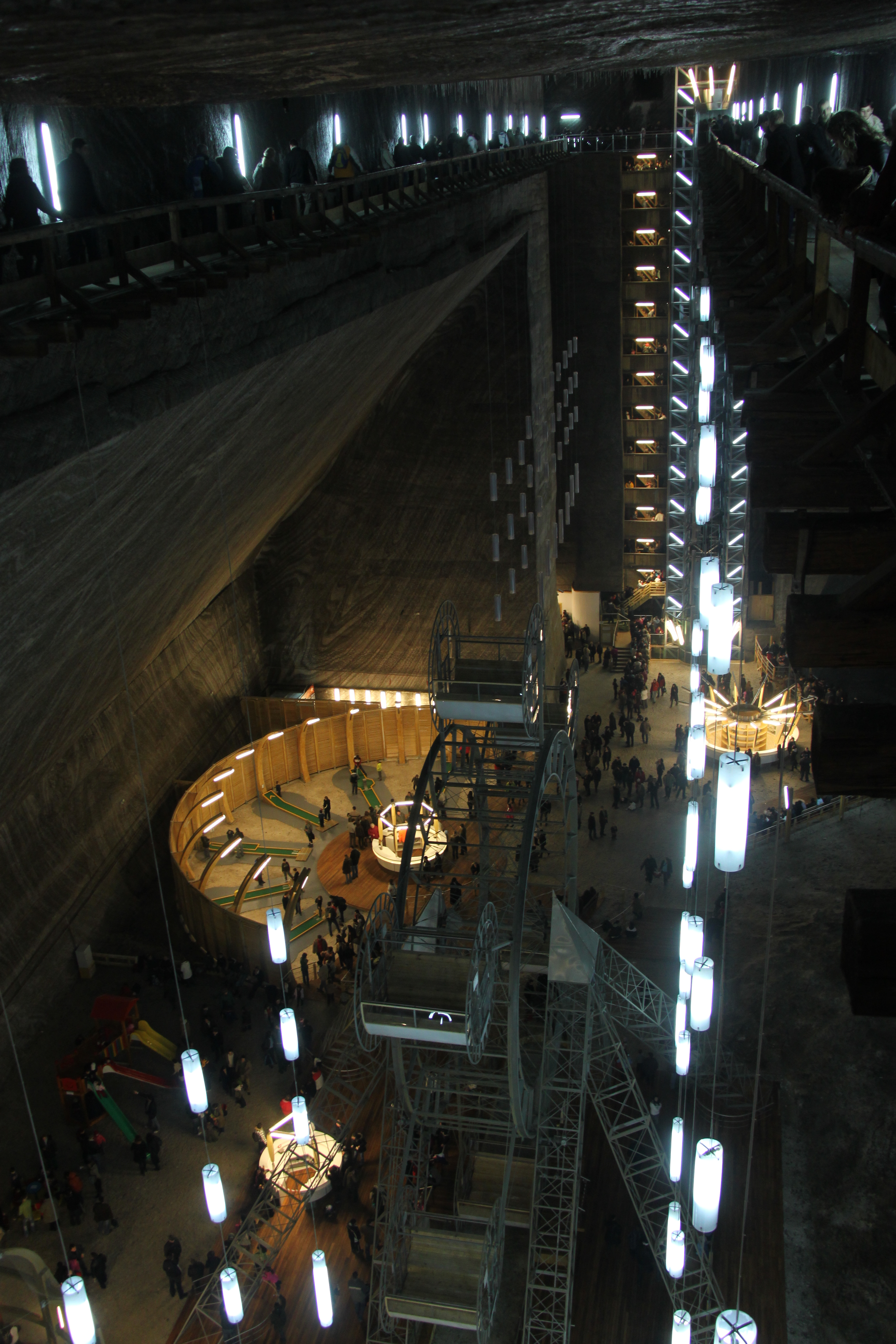
岩塩坑
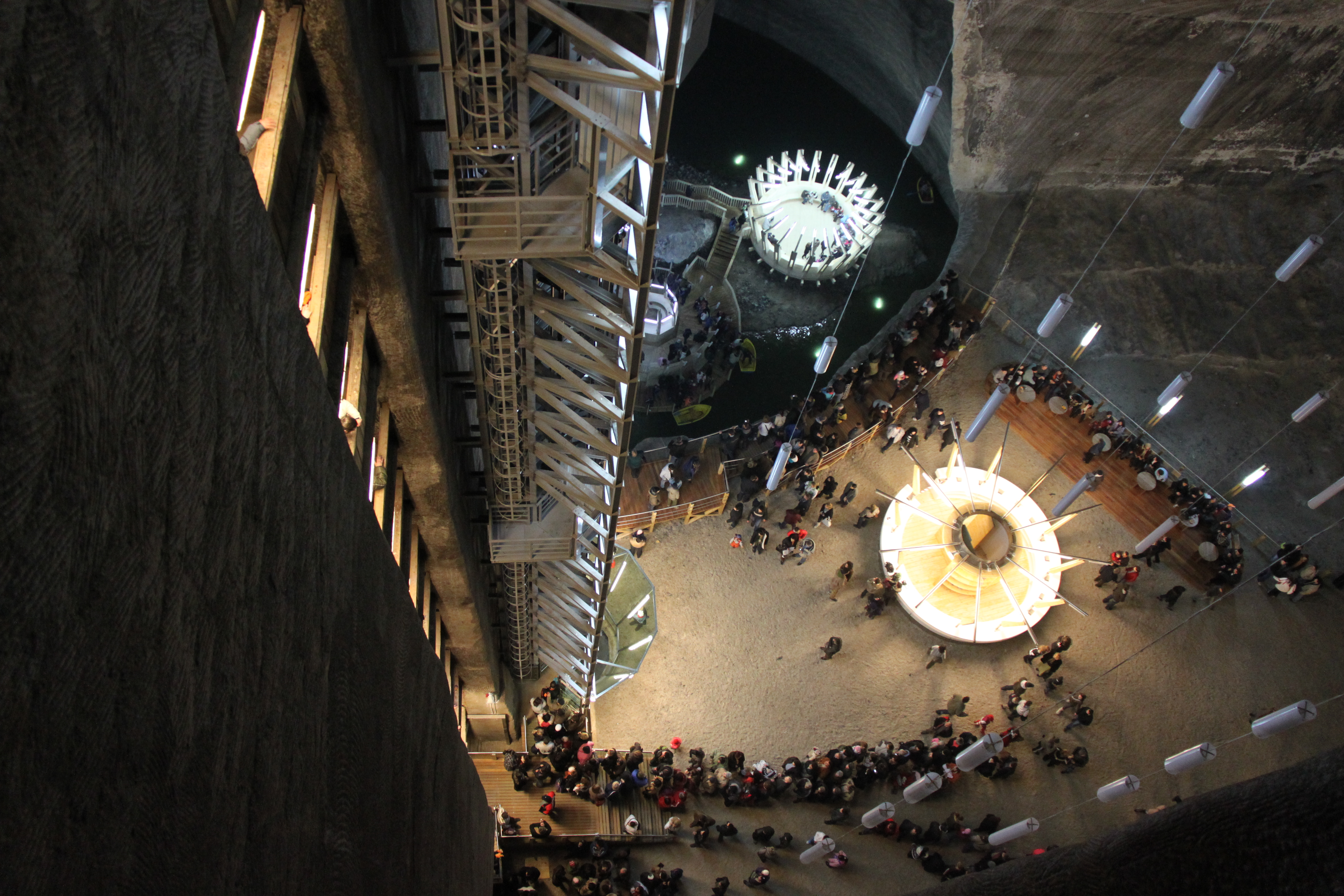
岩塩坑
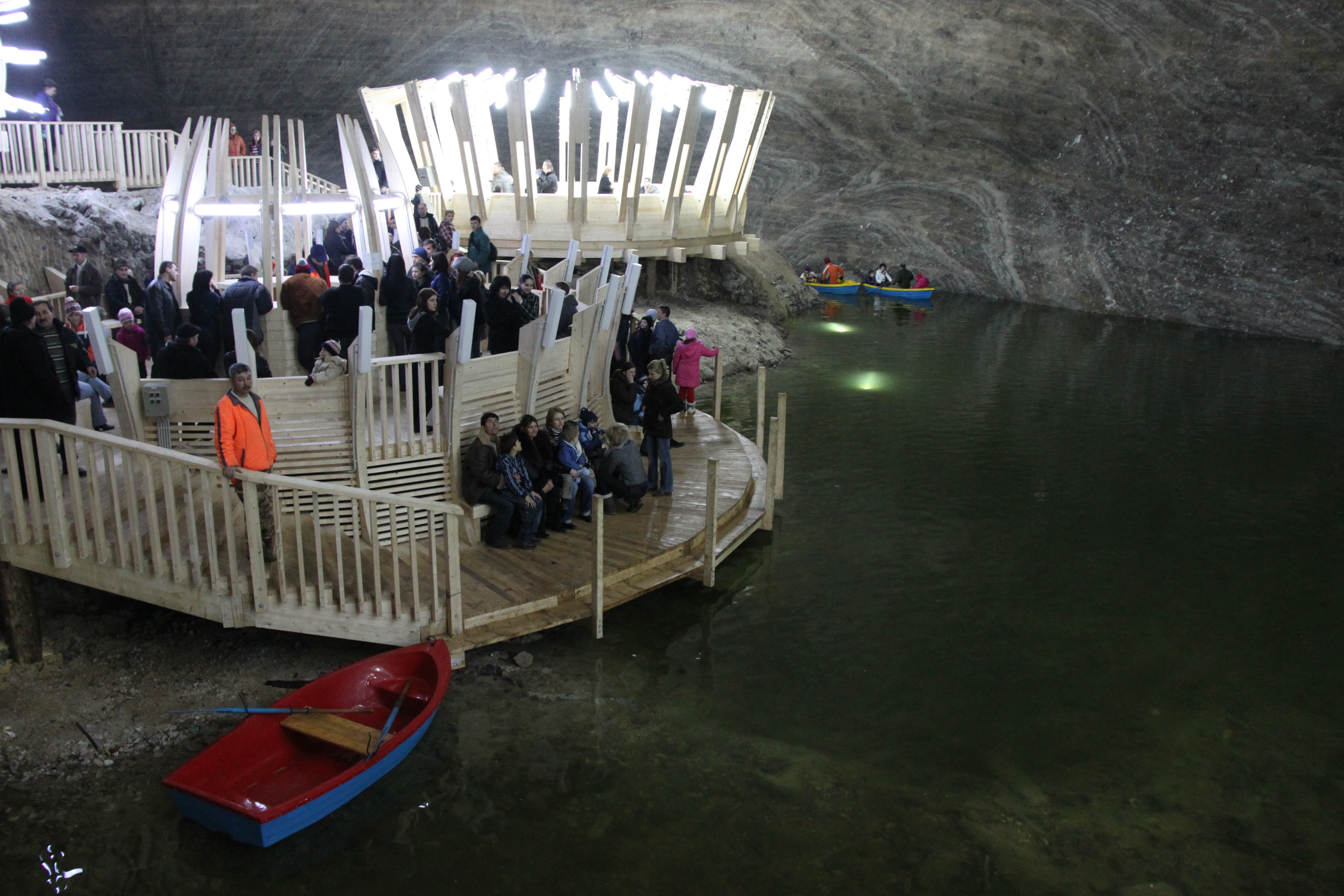
岩塩坑
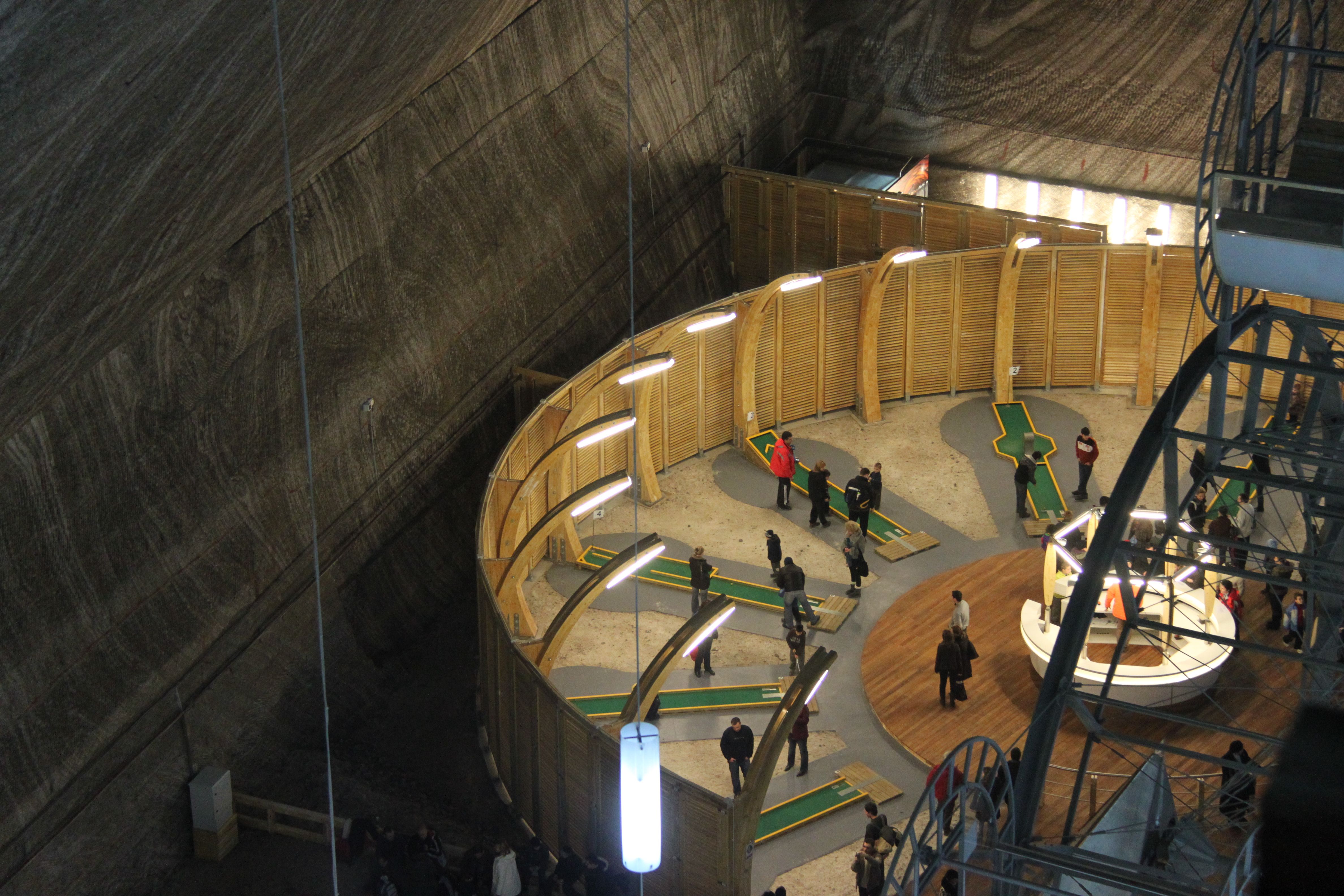
岩塩坑
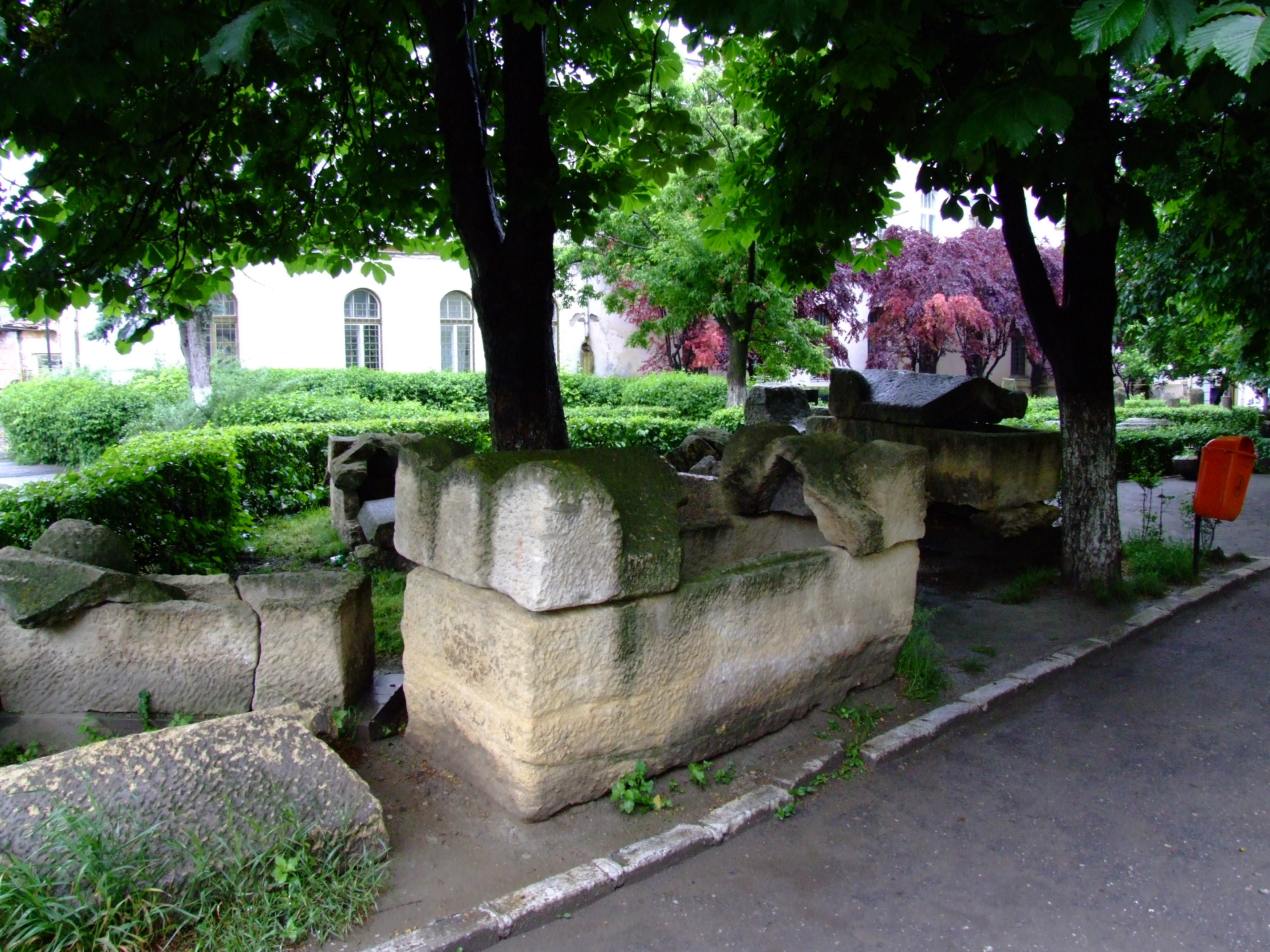
古代ローマの墓石
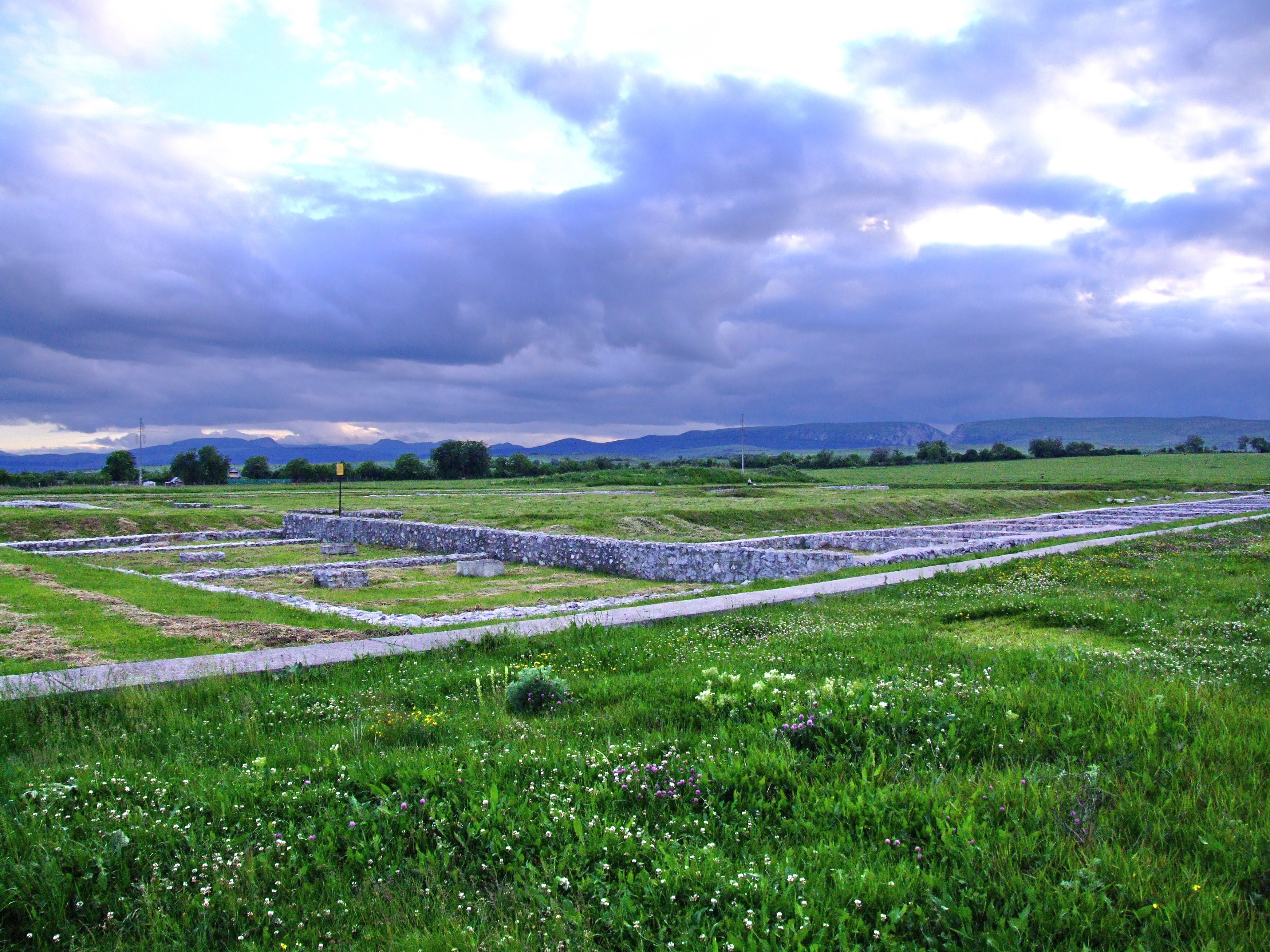
第5軍団マケドニカのカストルム跡
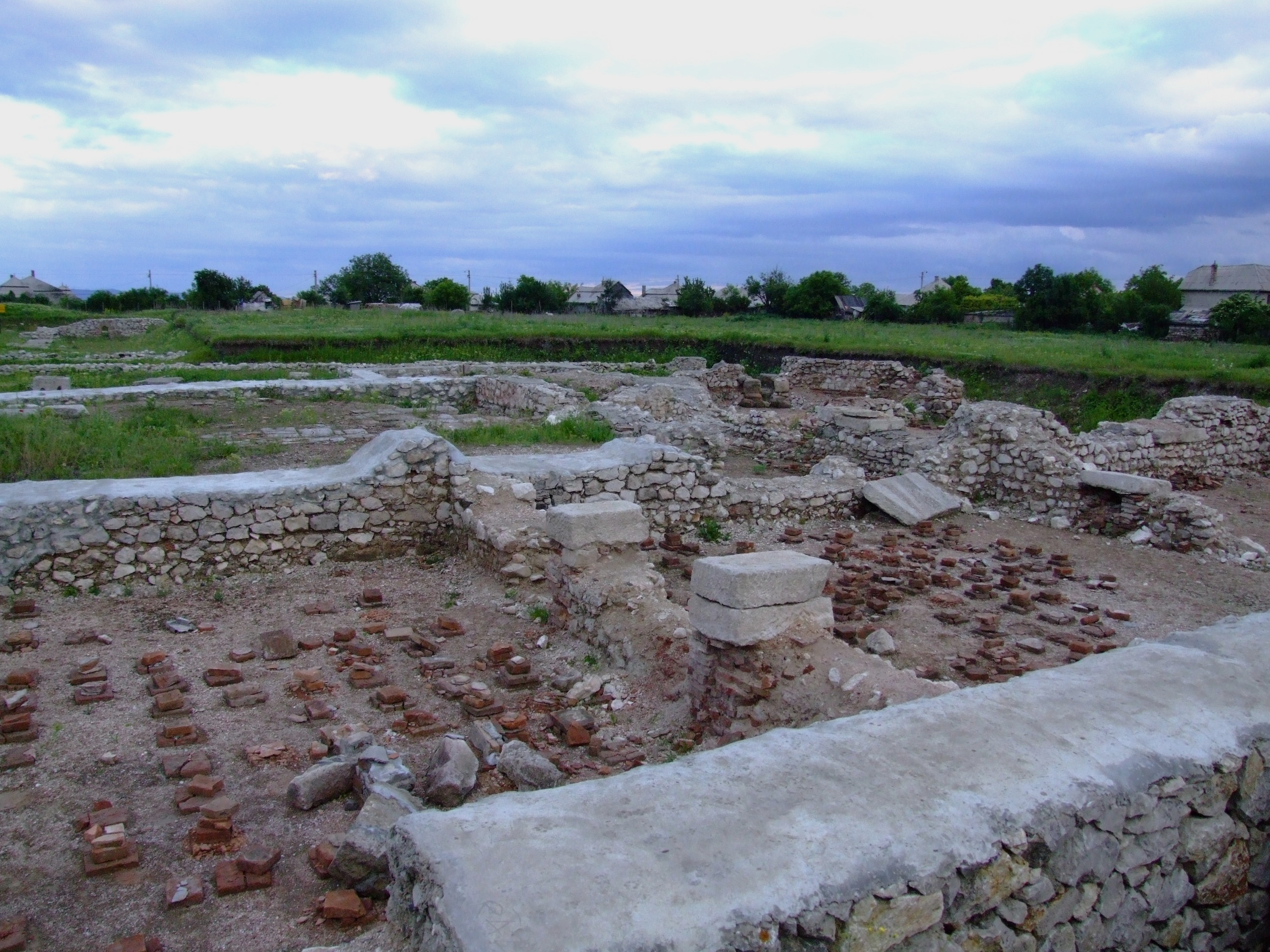
ローマ時代の遺跡